# Zaur Kantemirov
Zaur Islam Kantemirov (28. srpna 1942, Baku – 27. září 2021, tamtéž) byl národní umělec Ázerbájdžánské republiky (1992), který dosáhl velkého úspěchu v oblasti grafiky, plakátů, malby, monumentálního umění, průmyslového designu a fotografie.

## Životopis
Zaur Islam oglu Kantemirov se narodil 28. srpna 1942 v Baku. Absolvoval Státní institut umění M. Alijeva. Ctěný umělec se zúčastnil a vyhrál řadu mezinárodních, celounijních a republikových výstav. Je také autorem jedné z prvních poštovních známek nezávislého Ázerbájdžánu. V posledních letech svého života pracoval na projektech se zaměřením na skleněný materiál. Za tato díla si vysloužil přezdívku „Skleněné srdce“.
Umělec zemřel 27. září 2021 ve věku 79 let na nemoc covid-19.

## Dílo

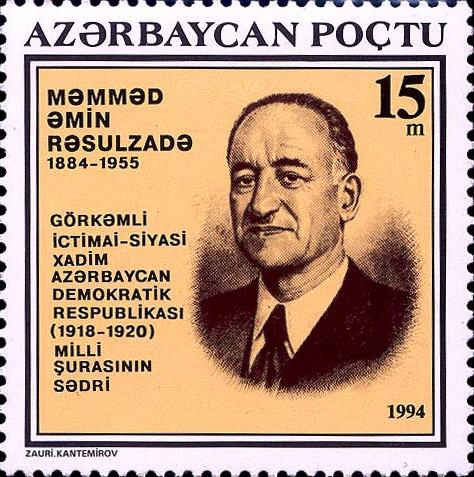
Poštovní známka, 1994
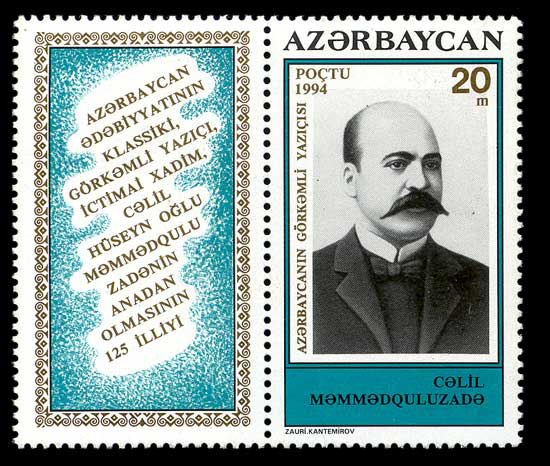
Poštovní známka, 1994